# Дејвид Гилберт
Дејвид Гилберт (енгл. David Gilbert; 12. јун 1981) енглески је играч снукера.

## Каријера
У сезони 2007/08. Гилберт је стигао до шеснаестине финала на три турнира. Квалификовао се за Светско првенство 2007. где је у првом колу играо против Стивена Хендрија. Водио је са 5:1, али је на крају изгубио са 10:7. Своје прво рангирано финале је играо против Џона Хигинса на турниру International Championship. Изгубио га је резултатом 10:5. Своју прву рангирану титулу освојио је у Лиги шампиона 2021. Савладао је Марка Алена у финалу са 3:1.
На Светском првенству 2024. је у првом колу победио браниоца титуле Луку Бресела резултатом 10:9, иако је губио са 9:6. У полуфиналу је поражен од Кајрена Вилсона.

## Успеси

### Рангирана финала
| Исход     | Година | Турнир                     | Противник у финалу | Резултат |
| --------- | ------ | -------------------------- | ------------------ | -------- |
| Финалиста | 2015.  | International Championship | Џон Хигинс         | 5:10     |
| Финалиста | 2018.  | World Open                 | Марк Вилијамс      | 9:10     |
| Финалиста | 2019.  | German Masters             | Кајрен Вилсон      | 7:9      |
| Финалиста | 2019.  | English Open               | Марк Селби         | 1:9      |
| Победник  | 2021.  | Championship League        | Марк Ален          | 3:1      |